# 内藤政武
内藤 政武（ないとう まさたけ、1938年3月31日 - ）は、第26代学校法人学習院院長（2014年（平成26年） - 2020年（令和2年））。学習院名誉院長。
旧挙母藩主・子爵内藤家14代当主内藤政恒（旧延岡藩主内藤家の当主内藤政挙の末子）を父に持つ。母は中御門経恭三女の理子。母方の祖父は侯爵中御門経恭。祖母は三井高棟の長女慶子。元外務次官・駐米大使の栗山尚一は従兄弟。

## 人物
初の学習院大学卒業の学習院長。『勢いのある学習院』を標榜し、国際社会科学部の新設に代表される数々の学習院改革に尽力した。
一般社団法人霞会館常務理事、公益社団法人日本ホッケー協会副会長、公益社団法人日本オリンピック委員会監事、一般財団法人日本スポーツマンクラブ財団理事、公益財団法人日本オリンピック委員会名誉委員などを歴任。
学習院大学政経学部経済学科卒業。学習院中等科3年次よりマンドリン演奏を始め、有楽町読売ホールにおけるコンサートのほか、齋藤秀雄の指揮でマンドリン協奏曲を演奏した経験を持つ。高等科からはホッケー部に所属した。
2006年に学習院功労章を受章。2011年秋に旭日小綬章、
2021年秋に旭日中綬章を受章。
「学校法人学習院#歴代学習院院長一覧」参照

## 略歴
- 1960年　学習院大学政経学部経済学科卒業
- 1960年　大和證券入社
- 1963年　小田急百貨店入社
- 1990年　学習院評議員（－2001年3月）
- 1991年　小田急百貨店取締役（－1995年5月）
- 1992年　学習院理事（－2001年3月）
- 1995年　小田急百貨店常務取締役（－1997年5月）
- 1997年　小田急プラネット代表取締役社長（－1999年5月）
- 2001年　学習院桜友会理事（－2002年9月）
- 2002年　学習院評議員（－2002年9月）
- 2002年　学習院常務理事（－2011年9月）
- 2012年　一般社団法人霞会館常務理事（－2014年9月）
- 2013年　学習院評議員（－2014年9月）
- 2014年　学習院院長（－2020年9月）

## 著書
- 『内藤実記』（えにし書房、2024年）